# Nick Pickering
Pour les articles homonymes, voir Pickering (homonymie).
Nick Pickering, né le 4 août 1963 à South Shields (Angleterre), est un footballeur anglais, qui évoluait au poste d'arrière gauche ou milieu de terrain à Sunderland et en équipe d'Angleterre.
Pickering n'a marqué aucun but lors de son unique sélection avec l'équipe d'Angleterre en 1983.

## Carrière
- 1981-1986 : Sunderland
- 1986-1988 : Coventry City
- 1988-1991 : Derby County
- 1991-1993 : Darlington
- 1993-1994 : Burnley  [1],[2]

## Palmarès

### En équipe nationale
- 1 sélection et 0 but avec l'équipe d'Angleterre entre 1983.

### Avec Coventry City
- Vainqueur de la Coupe d'Angleterre de football en 1987.